# Rubus banghamii
Rubus banghamii är en rosväxtart som beskrevs av Elmer Drew Merrill. Rubus banghamii ingår i släktet rubusar, och familjen rosväxter. Inga underarter finns listade i Catalogue of Life.